# Pennatula rubra
Pennatula rubra is een Pennatulaceasoort uit de familie van de Pennatulidae. De wetenschappelijke naam van de soort is voor het eerst geldig gepubliceerd in 1761 door Ellis.